# 산지다 셰이크
산지다 셰이크(힌디어: संजीदा शेख़, 1984년 12월 20일 ~ )는 인도의 배우이다.

## 같이 보기
- 인도 영화 배우 목록